# Мокободы (гмина)
Мокободы (пол. Mokobody) — сельская гмина (волость) в Польше, входит как административная единица в Седлецкий повет, Мазовецкое воеводство. Население — 5343 человека (на 2004 год).

## Демография
| Перепись                       | Всего   | Всего | Женщины | Женщины | Мужчины | Мужчины |
| ------------------------------ | ------- | ----- | ------- | ------- | ------- | ------- |
| Единицы                        | человек | %     | человек | %       | человек | %       |
| Население                      | 5343    | 100   | 2571    | 48,1    | 2772    | 51,9    |
| Плотность населения (чел./км²) | 44,8    | 44,8  | 21,6    | 21,6    | 23,3    | 23,3    |

## Сельские округа
1. Бале
2. Домброва
3. Ерузале
4. Капусчаки
5. Киселяны-Куце
6. Киселяны-Жмихы
7. Ксенжполе-Ялмужны
8. Ксенжполе-Смоляки
9. Мокободы
10. Мокободы-Колёня
11. Менчин
12. Менчин-Колёня
13. Нивиски-I
14. Нивиски-II
15. Осины-Дольне
16. Осины-Гурне
17. Пеньки
18. Скупе
19. Свиняры
20. Весола
21. Вулька-Прошевска
22. Вулька-Жуковска
23. Вылазы
24. Заливе-Бжозувка
25. Заливе-Пегавки
26. Заливе-Шпинки
27. Землы
28. Зомаки
29. Жукув

## Соседние гмины
1. Гмина Беляны
2. Гмина Грембкув
3. Гмина Котунь
4. Гмина Лив
5. Гмина Седльце
6. Гмина Сухожебры